# Suç
Suç is na de gemeentelijke herinrichting van 2015 een deelgemeente (njësitë administrative përbërëse) van de Albanese stad (bashkia) Klos.
De woonkernen van de deelgemeente zijn Kujtim, Kurdari, Kurqelaj, Skënderaj en Suç.